# Большие дополнительные измерения
Большие дополнительные измерения, ADD,LED — собирательное название теорий физики элементарных частиц, предполагающих что четырёхмерное пространство-время Стандартной модели располагается на бране, погружённой в многомерное пространство, включающее, помимо четырёхмерного пространства-времени, большие или бесконечные дополнительные измерения. Электромагнитное, сильное и слабое взаимодействия действуют внутри четырёх измерений этой браны, а гравитоны, кроме того, могут распространяться через дополнительные измерения. Предполагается, что на основе таких теорий можно найти решение ряда физических проблем: проблемы иерархии, проблемы космологической постоянной и т.д. Идея больших дополнительных измерений была выдвинута Нимой Аркани-Хамедом, Савасом Димопулосом и Джиа Двали в 1998 году. Предполагается, что излучение гравитонов в дополнительные измерения позволит экспериментально проверить теорию больших дополнительных измерений на современных ускорителях при энергиях столкновения порядка ТэВ. Один из способов проверить теорию заключается в столкновении двух протонов в Большом адронном коллайдере или электрона и позитрона в электронном ускорителе так, чтобы при их столкновении образовался гравитон, который мог бы излучиться в дополнительные измерения, что привело бы к уменьшению наблюдаемой энергии и поперечного импульса. До сих пор ни один эксперимент на Большом адронном коллайдере не обнаружил подобного эффекта.

## Проблема иерархии
Традиционно в теоретической физике энергия Планка является самой высокой энергией, и все энергии измеряются в долях энергии Планка. Существует большой разрыв между энергией гравитационных, электрослабых взаимодействий и энергией Планка (проблема иерархии). В теориях больших дополнительных измерений фундаментальным параметром является не планковская масса, а массовый масштаб многомерного гравитационного взаимодействия, который может быть значительно меньше планковской массы Если фундаментальный масштаб гравитационного взаимодействия близок к масштабу электрослабого взаимодействия, проверка фундаментальной теории квантовой гравитации, такой как теория струн, может быть осуществлена на таких коллайдерах, как Теватрон или БАК.

Теория больших дополнительных измерений даёт альтернативное принятому в Стандартной модели объяснение механизма качелей для массы нейтрино.

## Распад протона
Серьёзной проблемой теорий больших дополнительных измерений является распад протона за очень малое время в случае масштаба квантовой гравитации порядка нескольких ТэВ. Она решается введением дискретных калибровочных симметрий. 

## Экспериментальная проверка
Анализ экспериментальных данных, полученных на Большом адронном коллайдере, сильно ограничивает допустимые параметры теорий с большими дополнительными измерениями.
Коллаборация Fermi-LAT в 2012 году опубликовала ограничения для больших дополнительных измерений, полученные в результате 
астрофизических наблюдений нейтронных звёзд. Если масштаб объединения всех фундаментальных взаимодействий в ADD равен TeV, то при числе дополнительных измерений {\displaystyle n<4} представленные ей результаты подразумевают, что топология компактификации более сложная, чем тор, т.е. все большие дополнительные измерения имеют одинаковый размер. Для плоских больших дополнительных измерений одинакового размера допускаются лишь {\displaystyle n\geqslant 4}.

## Дальнейшее чтение
- S. Hossenfelder, Extra Dimensions, (2006).
- Kaustubh Agashe and Alex Pomarol Agashe, Kaustubh; Pomarol, Alex (2010). Focus on Extra Space Dimensions. New Journal of Physics. 12 (7): 075010. doi:10.1088/1367-2630/12/7/075010.